# Париж в XX веке
«Париж в XX веке» (фр. Paris au XXe siècle) — 64-й и последний роман Жюля Верна, отвергнутый издателем и напечатанный только в 1994 году. Книга, написанная в очень редком для писателя жанре антиутопии, рассматривается исследователями как прелюдия к циклу «Необыкновенные путешествия».

## История создания романа
Ориентировочная дата написания романа — 1860 год. По мнению Пьеро Гондоло дела Рива, более вероятно, что книга была написана вскоре после успешного для писателя дебютного романа «Пять недель на воздушном шаре».  «Рукопись содержит ссылки на исторические факты (даты, политические события), не позволяющие датировать сочинение романа ранее чем 1863 годом»).
Ознакомившись с рукописью, Этцель после некоторых колебаний отправил Верну письмо, в котором содержится развернутая и временами уничтожающая критика романа («история для бульварной газетенки», «на сто футов ниже «Пяти недель»; в книге  «не ставится и не решается ни одного сколько-нибудь серьезного вопроса», в ней нет «ни идей, ни чувств, ни оригинальности, ни простоты») .

## Публикация
После отказа Этцеля писатель положил книгу «в стол», никогда не дорабатывал и не публиковал её. Однако о существовании хранящейся в архиве писателя рукописи стало известно благодаря письму его сына Мишеля Верна журналисту Эмилю Берру от 30 апреля 1905 года, где содержался список всех неизданных произведений писателя . Рукопись была случайно обнаружена в сейфе Мишеля Верна лишь в 1986 году. Первое издание вышло во Франции только осенью 1994 года. Графическое оформление издания было доверено художнику-комиксисту Франсуа Скойтену. 

## Сюжет
В романе описан воображаемый Париж начала 1960-х годов. Главный герой — шестнадцатилетний  Мишель Дюфренуа — сирота, его воспитывает дядя, банкир Станислас Бутарден. Мишель образован и талантлив, однако в суровом мире будущего его творческим способностям нет применения. Дядя устраивает племянника на работу в банкирский дом «Касмодаж и К», что явно не соответствует природным склонностям Мишеля. Отправившись в библиотеку в поисках старинных (и никому уже не нужных) книг, Мишель встречается с другим своим дядюшкой, старомодным библиотекарем Югененом. Работа в банке вызывает у юноши отвращение, зато здесь у него появляется новый друг, бухгалтер (а в свободное от работы время — музыкант) Кенсонас, а затем он встречает возлюбленную, очаровательную Люси Югенен. По неосторожности Кенсоннас опрокидывает суперсовременную чернильницу прямо на Главную (бухгалтерскую) Книгу, и вместе с Мишелем они оказываются на улице. Жить Мишелю не на что, издатели отказываются печатать его стихи. Тем временем в Европе начинается катастрофически холодная зима. Мишель находит цветочный магазин и на последние деньги покупает для своей возлюбленной увядшие фиалки. Однако от консьержа он узнаёт, что Люси вместе с отцом выставили из дома за неуплату долгов. Он бежит на кладбище Пер-Лашез и падает там на снег.

### Критика словесности
Большой интерес представляет десятая глава книги («Дядюшка Югенен принимает большой парад писателей Франции»), где Верн обозревает как старинную, так и современную ему французскую словесность; ироничная интонация автора сочетается с крайним субъективизмом некоторых оценок. Не обходит Верн вниманием и своего собственного издателя: мелком упоминается «Сталь, любовно изданный в типографии Этцеля». Между тем «П.Ж.Сталь» — не более чем литературный псевдоним Пьера Жюля Этцеля. По мнению В. Рыбакова, именно этот раздел предопределил в конечном счете отказ Этцеля печатать роман .

### Футурология
«Париж в XX веке» перекликается с речью, произнесённой Верном в Амьенской академии 12 декабря 1875 г. («Идеальный город. Амьен в 2000 году»), а также с «фантастической сказкой о будущем» под названием «Один день американского журналиста в 2889 году», написанной в 1889 году сыном писателя на основе идей отца. Во всех этих произведениях, неоднозначно оценивающих будущность индустриального общества, содержится футурологический пласт и предсказаны многие современные технологии — такие, как двигатель внутреннего сгорания, метро, видеотелефон, электронная музыка, движущиеся тротуары и даже электрический стул. Кроме того, в романе «Париж в XX веке» Верн (с расхождением в один год) предсказал аномально холодную зиму 1962/1963 годов .

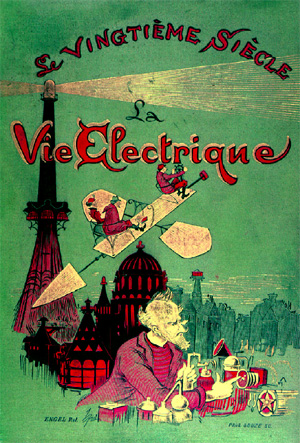
Париж XX века в представлении Альбера Робида, последователя Жюля Верна

## Верн и Бальзак
М. Лакруа и другие исследователи отмечают , что финал романа (Мишель с высоты кладбища Пер-Лашез созерцает раскинувшийся под ним Париж) содержит полемику со знаменитым эпизодом из повести Бальзака «Отец Горио».

### «Париж в XX веке»
Вдали высился Мон-Валерьен, направо — Монмартр, все еще дожидавшийся своего Парфенона, который афиняне, вне всякого сомнения, воздвигли бы на этом акрополе. Слева возвышались Пантеон, Нотр-Дам, Сент-Шапель, Дом инвалидов, а еще дальше — маяк Гренельского порта, вонзавший в небо свою стрелу на высоту пятисот футов. Внизу расстилался Париж: сотни тысяч домов громоздились друг на друга, а между ними торчали окутанные дымом трубы десяти тысяч заводов <...> Над всей этой величественной панорамой раскачивались воздушные шары-громоотводы, защищавшие Париж от гнева стихий и не дававшие молнии ни единого шанса поразить беззащитные дома. Мишелю захотелось перерезать тросы, удерживающие эти шары, и предать город во власть огненного потопа.
— О, Париж! — в отчаянии прокричал Мишель, гневно грозя кому-то. — О, Люси! — прошептал он, падая без чувств на снег.
.

### «Отец Горио»
Оставшись в одиночестве, студент прошел несколько шагов к высокой части кладбища, откуда увидел Париж, извилисто раскинутый вдоль Сены и кое-где уже светившийся огнями. Глаза его впились в пространство между Вандомскою колонной и куполом на Доме инвалидов — туда, где жил парижский высший свет, предмет его стремлений. Эжен окинул этот гудевший улей алчным взглядом, как будто предвкушая его мед, и высокомерно произнес:
– А теперь — кто победит: я или ты!
И, бросив обществу свой вызов, он, для начала, отправился обедать к Дельфине Нусинген.
.

## Русские переводы
Имеется два разных перевода романа на русский язык.
1. Н. Наставина, В. Рыбаков (под названием «Париж в XX веке») (1995 г.). 

2. М. Вишневская, И. Желвакова (под названием «Город будущего») (2000 г.).